# An Post-ChainReaction/Saison 2015
Dieser Artikel listet Erfolge und Fahrer des Radsportteams An Post-ChainReaction in der Saison 2015 auf.

## Erfolge in der UCI Europe Tour
In der Saison 2015 gelangen dem Team nachstehende Erfolge in der UCI Europe Tour.
| Datum        | Rennen                                   | Kat. | Fahrer           |
| ------------ | ---------------------------------------- | ---- | ---------------- |
| 8. Mai       | 3. Etappe Tour d’Azerbaïdjan             | 2.1  | Joshua Edmondson |
| 18. Mai      | 2. Etappe An Post Rás                    | 2.2  | Aaron Gate       |
| 20. Mai      | 4. Etappe An Post Rás                    | 2.2  | Aidis Kruopis    |
| 21. Mai      | 5. Etappe An Post Rás                    | 2.2  | Aaron Gate       |
| 24. Mai      | 8. Etappe An Post Rás                    | 2.2  | Aidis Kruopis    |
| 14. Juni     | 4. Etappe Ronde de l’Oise                | 2.2  | Joshua Edmondson |
| 11.–14. Juni | Gesamtwertung Ronde de l’Oise            | 2.2  | Joshua Edmondson |
| 25. Juni     | Irische Meisterschaft – Einzelzeitfahren | CN   | Ryan Mullen      |
| 28. Juni     | Litauische Meisterschaft – Straßenrennen | CN   | Aidis Kruopis    |
| 9. August    | Antwerpse Havenpijl                      | 1.2  | Aidis Kruopis    |

## Abgänge – Zugänge
| Zugänge             | Team 2014       | Abgänge             | Team 2015                |
| ------------------- | --------------- | ------------------- | ------------------------ |
| Aidis Kruopis       | Orica GreenEdge | Shane Archbold      | Bora-Argon 18            |
| Jens Vandenbogaerde | Team 3M         | Kevin Claeys        | Colba-Superano Ham       |
| Alexander Maes      | Neoprofi        | Laurent Van Den Bak | Leopard Development Team |
| Eoin McCarthy       | Neoprofi        | Mark McNally        | Madison Genesis          |
| Xandro Meurisse     | Neoprofi        | Robert-Jon McCarthy | SEG Racing               |
| Paulius Šiškevičius | Neoprofi        | Glenn O’Shea        | Team Budget Forklifts    |
| Alistair Slater     | Neoprofi        | Marcus Christie     | Unbekannt                |
| Jordan Stannus      | Neoprofi        | Wout Franssen       | Unbekannt                |
| Joshua Edmondson    | Team Sky        | Kieran Frend        | Unbekannt                |
|                     |                 | Owain Doull         | Team Wiggins             |

## Mannschaft
| Name                | Geburtstag         | Nationalität           |
| ------------------- | ------------------ | ---------------------- |
| Seán Downey         | 10. Juli 1990      | Irland                 |
| Conor Dunne         | 22. Januar 1992    | Irland                 |
| Joshua Edmondson    | 6. Juli 1992       | Vereinigtes Königreich |
| Aaron Gate          | 26. November 1990  | Neuseeland             |
| Aidis Kruopis       | 26. Oktober 1986   | Litauen                |
| Alexander Maes      | 20. Juni 1993      | Belgien                |
| Eoin McCarthy       | 21. September 1993 | Irland                 |
| Xandro Meurisse     | 31. Januar 1992    | Belgien                |
| Ryan Mullen         | 7. August 1994     | Irland                 |
| Paulius Šiškevičius | 7. September 1993  | Litauen                |
| Alistair Slater     | 11. Februar 1993   | Vereinigtes Königreich |
| Jordan Stannus      | 16. Mai 1996       | Australien             |
| Jens Vandenbogaerde | 6. Januar 1992     | Belgien                |
| Jack Wilson         | 10. August 1993    | Irland                 |